# Best of Rockers 'n' Ballads
Best of Rockers 'n' Ballads es un álbum recopilatorio de la banda alemana de hard rock y heavy metal Scorpions, publicado en 1989 por EMI Records para Europa y por Mercury Records para los Estados Unidos. Ambas versiones se componen de canciones tomadas de los álbumes de estudio editados entre Lovedrive de 1979 y Savage Amusement de 1988; sin embargo, la estadounidense contó con doce pistas en vez de las quince de la europea. De ellas destacaron la inclusión de «Hey You», que solo había sido publicado como sencillo en 1980 y no había aparecido en uno de sus discos previamente, así como una versión de «Can't Explain» de The Who, grabada por Scorpions en 1989 para el recopilatorio Stairway to Heaven/Highway to Hell.
Una vez que salió al mercado, recibió reseñas positivas por parte de la prensa especializada, que destacó la inclusión de los grandes éxitos de la banda. A su vez, logró buenas posiciones en las listas musicales de varios países y algunos organismos nacionales lo certificaron con discos de oro y de platino. Para promocionarlo, en 1989 salió al mercado «Can't Explain» como sencillo y contó, además, con un videoclip grabado en ese mismo año. En ese mismo, EMI publicó en algunos países de Europa la versión remezclada de «Holiday», mientras que en marzo de 1990 se publicó un tercer sencillo, una versión larga de «Is There Anybody There?». En 2003, el sello EMI relanzó la versión europea con el nombre de Essential.

## Antecedentes
Entre el 17 de abril de 1988 y el 13 de agosto de 1989, Scorpions dio más de 140 presentaciones en el marco de la gira promocional del álbum Savage Amusement. De esos conciertos destacaron las diez fechas consecutivas y «agotadas» en Leningrado (Unión Soviética), dadas entre el 17 y el 26 de abril de 1988, que posicionó a Scorpions como la primera agrupación de heavy metal en tocar en ese país liderado por el comunismo. Como una manera de testimoniar ese hito, en 1988 salió al mercado el video de larga duración To Russia With Love and Other Savage Amusements. El éxito que supuso las mencionadas presentaciones motivó a su mánager Doc McGhee y al promotor soviético Stas Namin a crear el evento Moscow Music Peace Festival, que se llevó a cabo el 12 y 13 de agosto de 1989 en el Estadio Central Lenin —actual Estadio Olímpico Luzhnikí—, donde Scorpions compartió escenario con los artistas Gorky Park, Bon Jovi, Cinderella, Mötley Crüe, Ozzy Osbourne y Skid Row. Adicionalmente, las bandas versionaron distintas canciones para el álbum caritativo Stairway to Heaven/Highway to Hell, editado en 1989 para ayudar a la fundación Make a Difference y entregar un mensaje contra el abuso de drogas y alcohol.

## Composición
El álbum recopilatorio se compone de quince canciones en la versión europea y doce en la estadounidense, extraídas de los álbumes Lovedrive (1979), Animal Magnetism (1980), Blackout (1982), Love at First Sting (1984) y Savage Amusement de 1988. Algunas de ellas fueron remezcladas por distintos especialistas dependiendo de la edición; por ejemplo, en la europea, la banda y Harald Lepches remezclaron «Big City Nights», «Is There Anybody There?», «Holiday» y «Hey You» en los estudios EMI de Colonia (Alemania) en 1989, mientras que en la estadounidense, esta labor la realizaron Steve Thompson y Michael Barbiero en «Lovedrive» y «Holiday» en los estudios Bearsville de Nueva York. Dos de las canciones no fueron parte de los mencionados álbumes de estudio: «Hey You», editada únicamente como sencillo en 1980 en determinados países y en una versión limitada de copias, y la versión de «Can't Explain» de The Who, grabada originalmente para el disco Stairway to Heaven/Highway to Hell en los estudios Wisseloord de los Países Bajos y producida por Bruce Fairbairn.

## Lanzamiento y promoción
Best of Rockers 'n' Ballads salió a la venta el 29 de noviembre de 1989 por EMI Records para Europa y por Mercury Records para los Estados Unidos. Las versiones se diferencian por la cantidad de canciones, puesto que la estadounidense excluyó «Another Piece of Meat», «Is There Anybody There?» y «China White» e incluyó las versiones remezcladas de «Holiday» y «Lovedrive». La europea, por su parte, tuvo a «China White» como pista adicional solo en el formato disco compacto. Por otro lado, en 2003 el sello EMI remasterizó y relanzó la versión europea con el nombre de Essential.
Para promocionarlo, se publicaron tres sencillos: «Can't Explain», «Holiday» e «Is There Anybody There?» en una edición larga. La versión de The Who salió al mercado el 3 de julio de 1989 y alcanzó el puesto 5 en la lista Mainstream Rock Tracks desarrollada por la revista Billboard. En ese mismo año, se grabó su videoclip en una presentación de la banda en tonos blanco y negro bajo la dirección de Wayne Isham para la productora The Company. También en 1989, EMI publicó en algunos países europeos la versión remezclada de «Holiday» en los formatos vinilo de 7" y 12", disco compacto y maxisencillo. El 12 de marzo de 1990, salió a la venta «Is There Anybody There» en su versión larga, con «The Zoo» y su versión original como lado B.

## Recepción

### Crítica especializada
Una vez que salió al mercado, recibió reseñas mayormente favorables por parte de la prensa especializada. Si bien Barry Weber del sitio AllMusic le dio una calificación de cuatro estrellas y media de cinco, señaló que «(...) las 12 canciones enumeradas [en la versión estadounidense] simplemente no le dan al oyente una buena impresión de lo que son los Scorpions». Aunque destacó algunos de sus principales éxitos como «Rock You Like a Hurricane», «Blackout» y «The Zoo», al final comentó que «no logra ser una buena introducción a la banda». Holger Stratmann de la revista alemana Rock Hard indicó que todas las canciones eran los «mayores éxitos» de los ochenta del grupo y nombró a «Hey You» como la más esperada por los fanáticos y un punto culminante, por ser la única que no había sido incluida en un álbum previo. Sin embargo, mencionó que la versión de «Can't Explain» «no les conviene», pero aun así hicieron un buen trabajo con ella. La revista en línea PopMatters lo llamó el álbum que los devolvió, después de Savage Amusement, «a la prominencia de las listas y las ventas de platino».

### Comercial
El recopilatorio logró posiciones modestas en los principales mercados. En los Estados Unidos, llegó hasta la casilla 43 en el Billboard 200 y al 40 en el Top 200 Albums de la revista Cashbox. En febrero de 1990, la Recording Industry Association of America (RIAA) lo certificó con un disco de oro y el 21 de octubre de 1993 con otro de platino, luego de vender más de un millón de copias. En Canadá, la entonces Canadian Recording Industry Association (CRIA) le entregó un disco de oro por exceder las 50 000 unidades comercializadas en 1991. En los países europeos, la situación fue un tanto mejor, ya que en Finlandia llegó hasta la décima segunda posición en el Suomen virallinen lista, a la décima tercera en el Top 100 Álbumes de España, a la décima cuarta en el Media Control Charts de Alemania y a la vigésima primera en el Schweizer Hitparade de Suiza. En 1990, la Federación Internacional de la Industria Fonográfica (IFPI) de Suiza le entregó un disco de oro, mientras que al año siguiente la Musiikkituottajat de Finlandia y la Bundesverband Musikindustrie (BVMI) de Alemania también lo certificaron con oro. Por su parte, en los Países Bajos alcanzó el puesto 92 en el Dutch Top 100 Albums y el 35 en el Sverigetopplistan de Suecia.

## Lista de canciones

### Edición europea
| N.º | Título                                                       | Escritor(es)                         | Duración |  |
| 1.  | «Rock You Like a Hurricane»                                  | Schenker, Meine, Rarebell            | 4:13     |  |
| 2.  | «Can't Explain»                                              | Pete Townshend                       | 3:22     |  |
| 3.  | «Rhythm of Love»                                             | Schenker, Meine                      | 3:48     |  |
| 4.  | «Big City Nights» (remezcla)                                 | Schenker, Meine                      | 3:56     |  |
| 5.  | «Lovedrive»                                                  | Schenker, Meine                      | 4:50     |  |
| 6.  | «Is There Anybody There?» (remezcla)                         | Schenker, Meine, Rarebell            | 4:16     |  |
| 7.  | «Holiday» (remezcla)                                         | Schenker, Meine                      | 6:31     |  |
| 8.  | «Still Loving You»                                           | Schenker, Meine                      | 6:25     |  |
| 9.  | «No One Like You»                                            | Schenker, Meine                      | 3:54     |  |
| 10. | «Blackout»                                                   | Schenker, Meine, Rarebell, Kittelsen | 3:48     |  |
| 11. | «Another Piece of Meat»                                      | Schenker, Rarebell                   | 3:32     |  |
| 12. | «You Give me all I Need»                                     | Schenker, Rarebell                   | 3:36     |  |
| 13. | «Hey You» (remezcla)                                         | Schenker, Meine, Rarebell            | 3:48     |  |
| 14. | «The Zoo»                                                    | Schenker, Meine                      | 5:29     |  |
| 15. | «China White» (pista adicional en la edición disco compacto) | Schenker, Meine                      | 6:55     |  |

### Edición americana
| N.º | Título                       | Escritor(es)                         | Duración |  |
| 1.  | «Rock You Like a Hurricane»  | Schenker, Meine                      | 4:12     |  |
| 2.  | «Can't Explain»              | Pete Townshend                       | 3:21     |  |
| 3.  | «Still Loving You»           | Schenker, Meine                      | 6:27     |  |
| 4.  | «Big City Nights»            | Schenker, Meine                      | 4:09     |  |
| 5.  | «Lovedrive» (remezcla)       | Schenker, Meine                      | 4:52     |  |
| 6.  | «Holiday» (remezcla)         | Schenker, Meine                      | 6:46     |  |
| 7.  | «Blackout»                   | Schenker, Meine, Rarebell, Kittelsen | 3:49     |  |
| 8.  | «Rhythm of Love»             | Schenker, Meine                      | 3:49     |  |
| 9.  | «No One Like You»            | Schenker, Meine                      | 3:56     |  |
| 10. | «You Give me all I Need»     | Schenker, Rarebell                   | 3:39     |  |
| 11. | «Hey You» (versión original) | Schenker, Meine, Rarebell            | 4:39     |  |
| 12. | «The Zoo»                    | Schenker, Meine                      | 5:30     |  |

Fuente: Página web oficial de Scorpions

## Posicionamiento en listas semanales
| País           | Lista (1989-1990)       | Posición |
| -------------- | ----------------------- | -------- |
| Alemania       | Media Control Charts    | 14       |
| España         | Top 100 Álbumes         | 13       |
| Estados Unidos | Billboard 200           | 43       |
| Estados Unidos | Cashbox Top 100 Albums  | 40       |
| Finlandia      | Suomen virallinen lista | 12       |
| Países Bajos   | Dutch Top 100 Albums    | 92       |
| Suecia         | Sverigetopplistan       | 35       |
| Suiza          | Schweizer Hitparade     | 21       |
| País           | Lista (1991)            | Posición |
| Estados Unidos | Top Pop Catalog Albums  | 24       |

| País/Continente | Lista (1990)         | Posición |
| --------------- | -------------------- | -------- |
| Alemania        | Media Control Charts | 62       |

## Certificaciones
| País           | Organismo certificador | Certificación | Ventas certificadas | Ref.   |
| -------------- | ---------------------- | ------------- | ------------------- | ------ |
| Alemania       | BVMI                   | Oro           | 250 000             | [ 33 ] |
| Canadá         | CRIA                   | Oro           | 50 000              | [ 26 ] |
| Estados Unidos | RIAA                   | Platino       | 1 000               | [ 25 ] |
| Finlandia      | Musiikkituottajat      | Oro           | 25 000              | [ 32 ] |
| Suiza          | IFPI - Suiza           | Oro           | 25 000              | [ 31 ] |

## Créditos
| - Klaus Meine: voz y coros - Rudolf Schenker: guitarra rítmica, guitarra líder y coros - Matthias Jabs: guitarra líder y rítmica, talk box - Francis Buchholz: bajo - Herman Rarebell: batería | - Dieter Dierks: producción - Bruce Fairbairn: producción en «Can't Explain» - Didi Zill: fotografía - Adam Backhousen: diseño de portada - Scorpions y Harald Lepches: remezcla en la edición europea - Steve Thompson y Michael Barbiero: remezcla en la edición estadounidense |

Fuente: Créditos de Best of Rockers 'n' Ballads en sus versiones estadounidense y europea de 1989